# Mario Deslauriers

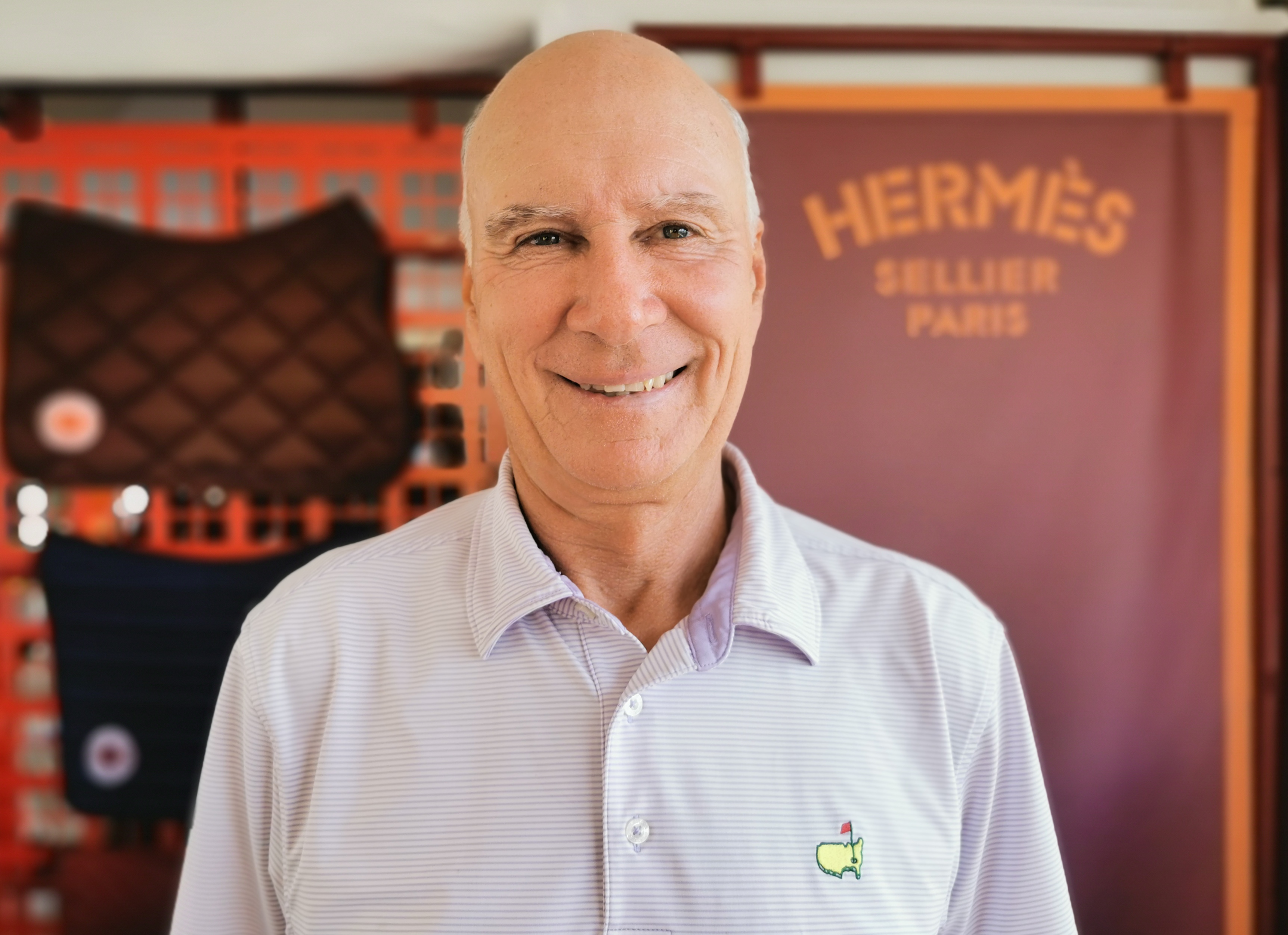
Mario Deslauriers at CHIO Aachen 2025

Mario Deslauriers est un cavalier canadien de concours de saut d'obstacles (CSO).
Entraîné dès son enfance par son père Roger Deslauriers qui était également cavalier. Il est à 19 ans le plus jeune cavalier à avoir remporté la finale de la coupe du monde de saut d'obstacles en 1984. Lors de la finale en 1999 à Goteborg, il obtient une médaille d'argent lui conférant l'honneur d'avoir participé à plus de 100 épreuves de la Coupe du monde de saut d'obstacles et d'avoir remporté seize d'entre elles.
Lors de sa première participation aux jeux olympiques, il termine quatrième place en individuelle et par équipe aux Jeux olympiques de 1984 à Los Angeles. Quatre ans plus tard, il termine une nouvelle fois au pied du podium avec l'équipe canadienne aux Jeux olympiques de 1988 à Séoul. Après 33 ans d'absence, il effectue un retour aux Jeux olympiques de Tokyo en 2021 où, sa monture Bardolina 2 et lui, terminent au 22e rang.
Il est couronné deux fois vainqueur du Championnat canadien de saut d'obstacles accompagné de ses montures Alemao (1992) et d'Amistad (1997).